# Oleg Tistol
Oleg Tistol (Vradiivka, Óblast de Mykolaiv, Ucrania, Unión Soviética; 25 de agosto de 1960) es un artista ucraniano, representante del neobarroco ucraniano y uno de los líderes de la "Nueva Ola Ucraniana".

## Biografía
Oleg Tistol nació en el municipio de Vradievka (Óblast de Mykolaiv) en una familia del científico-agricultor Michael Fedorovich Tistol. En 1970 su madre, Bolgarina (Tistol) Valentina Sergeevna obtiene un puesto de la dirección regional de cultura. Oleg se traslada con sus padres a Mykolaiv. Comienza su educación artística en 1972 en la escuela de arte para niños que ha fundado en Mykolaiv por iniciativa de su madre. En 1974 ingresa en la Escuela Republicana de Arte de Kiev, en el Departamento de Pintura, y se traslada a Kiev. En 1978-79 trabaja como diseñador en la Khudfond (Fundación de Arte) de Mykolaiv. Entre 1979 y 1984 Tistol estudia en el Instituto Estatal de Artes Decorativas y Aplicadas de Lviv. En 1984-1986 sirve en el ejército en la unidad militar Makarov-1, donde se relaciona con Konstantin (Vinny) Reunov.

En 1988, Oleg se casó con la pintora Marina Skugareva.
Durante su participación en la primera exposición soviético-estadounidense, Oleg Tistol conoce al artista Dmitry Kantorov, que le invita a la casa okupa Furmanny Lane de Moscú. A finales de 1988, Tistol y Reunov, en colaboración con la comisaria Olga Sviblova, comienzan a exponer sus obras en Glasgow, Reikiavik y Helsinki. Entre 2002 y 2009, Oleg Tistol trabaja con la comisaria Olga Lopuhova (proyecto retrospectivo conjunto Khudfond (2009)).

Desde 1993, vive y trabaja en la Ciudad de Kiev.

## Trabajo

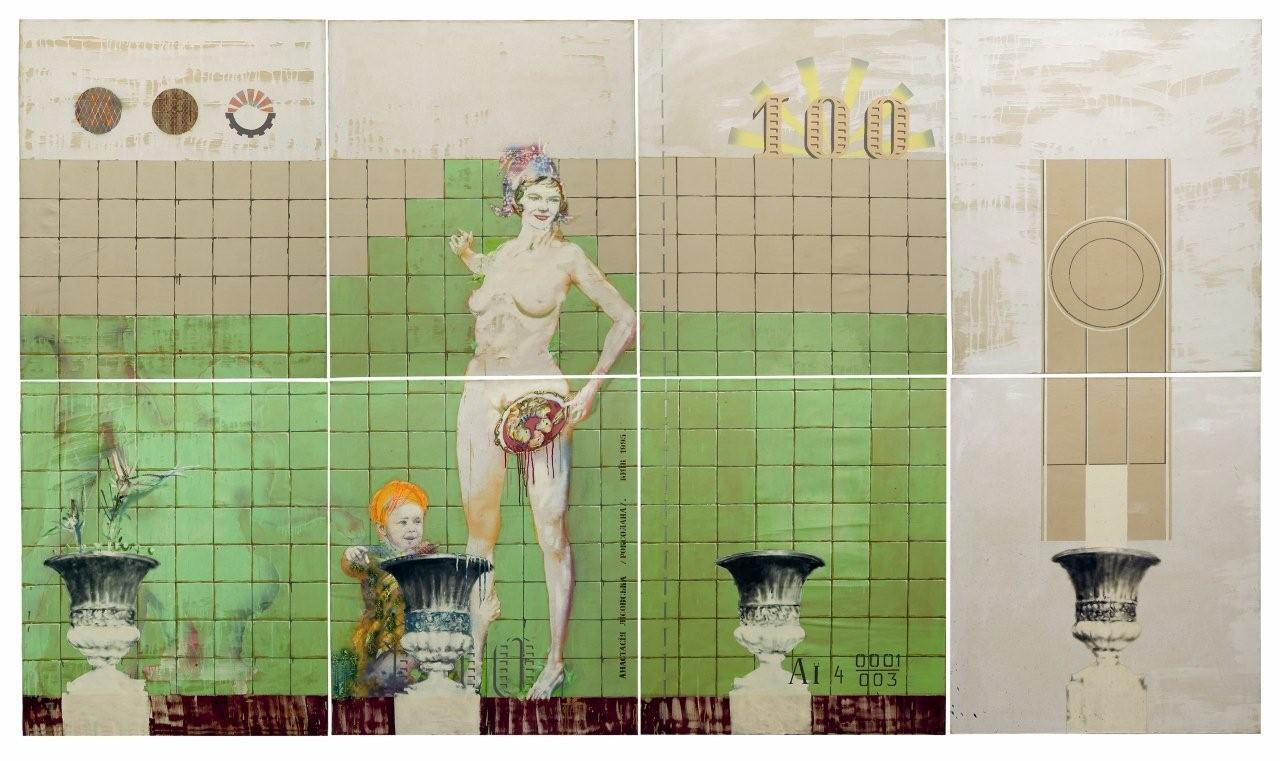
Proyecto de Dinero ucraniano. Roxelana. 280х480 cm. Aceite encima tela. 1995.

El arte de Oleg Tistol (pinturas, instalaciones a gran escala, fotografías, esculturas y objetos de arte) siempre ha estado en el centro del proceso artístico, lo que queda ilustrado por su participación regular en los eventos artísticos internacionales.
El arte de Tistol, que surgió en el límite de las épocas soviética y postsoviética, combinaba tanto la crítica a la cultura soviética con la revaluación de sus clichés, como la atmósfera vital, alegre y lúdica, que definía en gran medida el atractivo de la "nueva ola ucraniana". Combinando en sus obras los símbolos nacionales y soviéticos, los mitos y las utopías, descubrió para sí mismo la noción de simulacro: una copia sin original. Esta paradójica autosostenibilidad de la propaganda como sustitución de lo inexistente une inesperadamente la propaganda con el arte pop. A Tistol le interesaban sobre todo sus aspectos estéticos formales: planchas de estarcido, respaldos de color, superficies suavemente pintadas.

Las primeras obras de Oleg Tistol, las pinturas a gran escala ("Zinovy Bogdan Khmelnitsky" (1988), "Reunificación" (1988), "La despedida de Slavyanka" (1989), "Ejercicio con mazas" (1989)) demuestran las principales características de la "nueva ola" ucraniana: juego libre con los símbolos, colores expresivos brillantes y una especial "exageración" de los dispositivos artísticos
En 1987 Oleg Tistol y Konstantin Reunov pronunció el programa “Un Resoluto Borde de Correo Nacional-Eclecticismo”. Su idea principal era la aspiración para perfilar  el espacio nacional como tema para estudiar, para renovar y reconsiderar la lengua de arte, tradiciones de arte y fundaciones de la pintura. La tradición nacional, el cual es a menudo identificado con "Cosaco barroco", devenía el objeto de búsqueda de pintores ucranianos. Doméstico mythologicality de los puntos de vista mundiales, el retrospection de las orientaciones y la ambigüedad de los estereotipos ha sido representada como obra cultural, cuando sus características tradicionales.

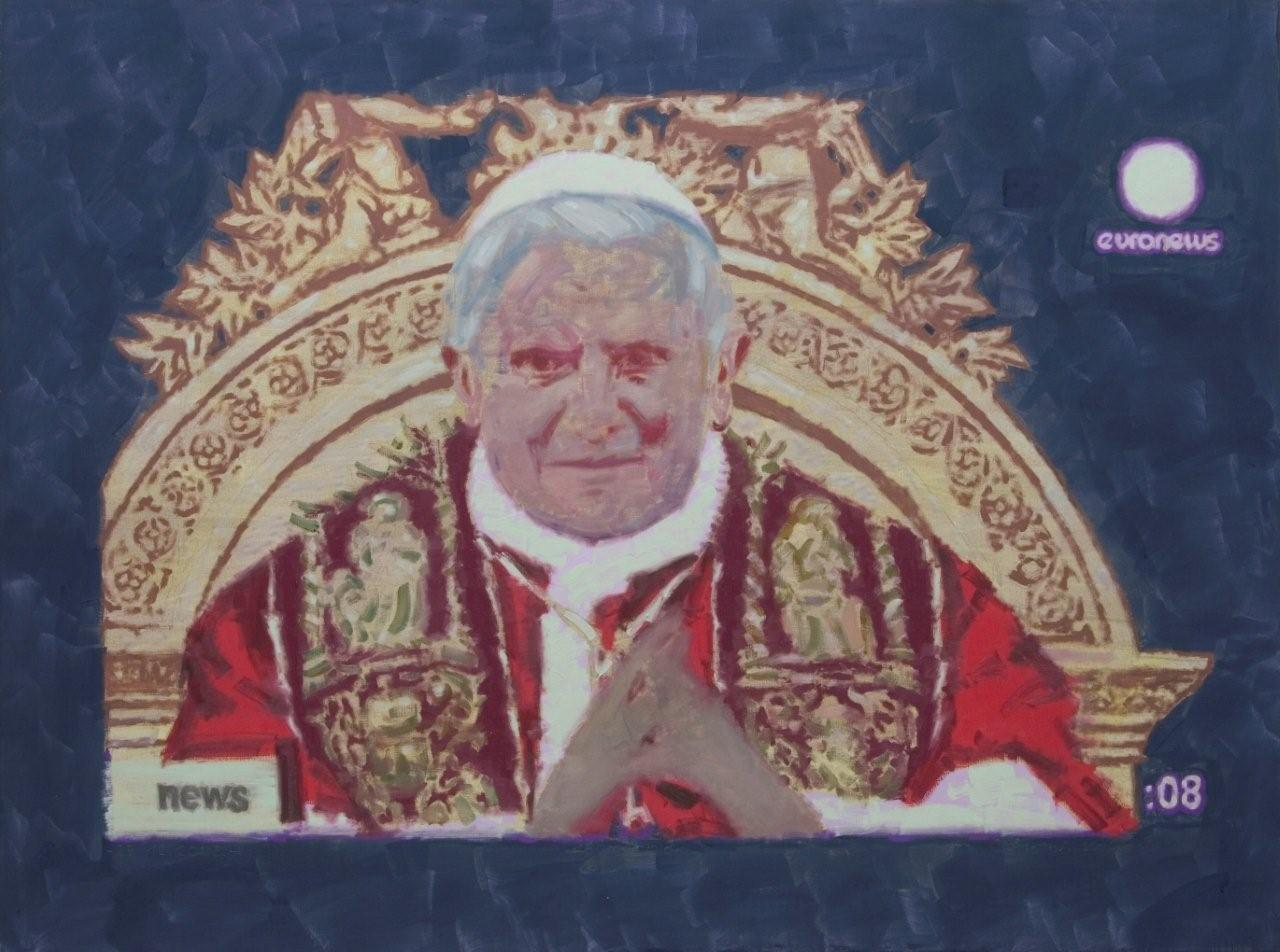
TV + Realismo. 25.12.2009. 150х200 cm. Óleo sobre lienzo. 2009.

Simultáneamente, a partir de mediados de los años 90, Oleg Tistol y su compañero Mykola Matsenko comenzaron a desarrollar el concepto de "Natsprom" ("Industria nacional"), o un estudio de los estereotipos nacionales fijados en el entorno. Sus proyectos: "El Museo de Atatürk", "El Museo de Arquitectura", "El Museo de Ucrania", "La Madre de las Ciudades" -que combinaban pintura, fotografía y objetos de arte- son un perfecto ejemplo de la claridad y adecuación del concepto, así como de la posición estrictamente determinada de los autores. La arquitectura aparece en esta serie, como un cierto decorado, conjunto capaz de dar decorado a las más sorprendentes representaciones de la vida. Al mismo tiempo, después de haber pasado por los filtros de la visión artística, tanto los edificios famosos como los ordinarios -la encarnación de estilos y ambiciones sociales pasados- aparecen como visiones y fantasmas, que en cualquier momento están dispuestos a ceder su lugar a nuevas fantasías arquitectónicas. De este modo, las obras de los artistas llamaron la atención del público ucraniano sobre un tema extraordinariamente importante de manipulación con el patrimonio histórico marcado por la popularidad de las "reconstrucciones arquitectónicas" que colmaron muchas ciudades ucranianas, de trazado tradicional, con los estilizados edificios falsos.
El tema de los "estereotipos" fue continuado por Oleg Tistol en su serie de pinturas "Geografía nacional" (1998-2004), en la que combinó "lo local" y "lo extranjero", lo auténtico y lo prestado, lo étnico y la problemática global. Las fuentes de esta serie fueron las antiguas revistas ilustradas con fotos etnográficas de "diferentes tribus". El exotismo nacional se veía aquí como la estrategia contemporánea de "vender marcas locales en el mercado global".
En la década de 2000, a principios de 2010, Oleg Tistol retrató a algunos de sus contemporáneos.
Desde 2006 Tistol trabaja en el proyecto "U. B. K." (la abreviatura rusa de "Costa Sur de Crimea"). Continuando con su búsqueda de estereotipos, el pintor los encuentra en su vida cotidiana. El tema principal del proyecto son las palmeras del muelle de Yalta. También es la continuación del tema "geografía nacional", donde Crimea es el símbolo de lugar de vacaciones, de relajación, de paraíso. Tistol se siente atraído por su entorno creado por el hombre, que transforma el paisaje en parte de una cultura, ya que las palmeras no son árboles auténticos de Crimea, sino que fueron plantadas aquí en el siglo XX, formando su "nuevo estereotipo". Las diferentes técnicas, como la fotografía, la pintura y el dibujo, utilizadas en "U. B. K.", pasaron unas a otras. El proyecto contiene los cuadros pictóricos y los ciclos de grabados, en los que se utilizan como fondo las páginas de los cuadernos escolares, las notas rápidas, los bocetos casuales, los recibos de los supermercados, las facturas de los hoteles y las lavanderías, las cartas, las invitaciones a las exposiciones pasadas y los billetes de avión..

## Biennials
- 2001 - "El Primer Proyecto ucraniano" en 49.ª exposición Internacional del arte moderno en Venice.
- 1996 - Moscú internacional photobiennial "Interphoto".
- 1994 - "septiembre 17.º", 22.º Bienal en São Paulo.

## Colecciones
- PinchukArtCenter, Kiev, Ucrania.
- Stedelijk Museo, Ámsterdam, Netherlands.
- Colección Norton Dodge, Estados Unidos.
- Museo de Historia de Moscú, Rusia.
- Ministerio de cultura de Turquía, Ankara.
- Fondo Christoph Merian Stiftung, Basel, Suiza.